# Hóa học lập thể

Các loại đồng phân khác nhau. Hóa lập thể tập trung vào đồng phân lập thể (stereoisomer)

Hóa học lập thể hay Hóa lập thể, còn gọi là Hóa học cấu trúc, là một ngành phụ của hóa học, nghiên cứu sự sắp xếp tương đối trong không gian của các nguyên tử tạo nên cấu trúc của các phân tử, và tác động của sự sắp xếp đó đối với hoạt tính của phân tử.
Nghiên cứu về hóa học lập thể tập trung vào các đồng phân lập thể, theo định nghĩa, là có cùng công thức phân tử và trình tự các nguyên tử liên kết (cấu tạo), nhưng khác nhau về định hướng ba chiều của các nguyên tử của chúng trong không gian. Vì lý do này, nó còn được gọi là hóa học 3D — tiền tố "stereo-" có nghĩa là "lập thể" hay "ba chiều".
Một nhánh quan trọng của hóa học lập thể là nghiên cứu các phân tử bất đối xứng (chirality). Hóa học lập thể mở rộng toàn bộ phổ của hóa học hữu cơ, hóa học vô cơ, sinh học, vật lý và đặc biệt là hóa học siêu phân tử. Hóa lập thể bao gồm các phương pháp xác định và mô tả các mối quan hệ này; ảnh hưởng đến các đặc tính vật lý hoặc sinh học mà các mối quan hệ này truyền đạt trên các phân tử được đề cập và cách thức mà các mối quan hệ này ảnh hưởng đến khả năng phản ứng của các phân tử được đề cập, còn gọi là hóa học lập thể động.

## Lịch sử nghiên cứu
Louis Pasteur có thể được coi một cách đúng đắn là nhà hóa học lập thể đầu tiên, đã quan sát thấy vào năm 1842 rằng muối của axit tartaric thu được từ các bình sản xuất rượu vang có thể quay mặt phẳng của ánh sáng phân cực, nhưng muối từ các nguồn khác thì không. Tính chất này, đặc tính vật lý duy nhất mà hai loại muối tartrat khác nhau, là do hiện tượng đồng phân quang học. Năm 1874, Jacobus Henricus van 't Hoff và Joseph Le Bel giải thích hoạt động quang học về sự sắp xếp tứ diện của các nguyên tử liên kết với cacbon. Kekulé đã sử dụng các mô hình tứ diện trước đó vào năm 1862 nhưng chưa bao giờ công bố những mô hình này; còn Emanuele Paternò có lẽ biết về những điều này nhưng là người đầu tiên vẽ và thảo luận về cấu trúc ba chiều, chẳng hạn như 1,2-dibromoethane trong Gazetta Chimica Italiana năm 1893.